# مدرسة مارية الإسلامية
مدرسة ماريا الإسلامية هي مدرسة للبنات تقع في3667 جادة لورانس شرق، تورونتو، أونتاريو، كندا. هي مدرسة إسلامية، معترف بها ومعتمدة من قبل وزارة التعليم في أونتاريو، تم افتتاحها لأول مرة في عام 1995 وتعرف باسم «أخت» جاميا أياكس، وهي مدرسة داخلية حصرية للبنين. يتراوح التعليم المقدم في المدرسة من رياض الأطفال إلى الصف 12. يتكون منهج المدرسة من الدراسات الإسلامية والدورات الأكاديمية التقليدية.
المدرسة تحت إدارة عائلة خان. توفر المدرسة التعليم الأكاديمي والعلماني إلى جانب إعطاء أهمية قوية للتعليم الإسلامي. يتعلم الطلاب الأخلاق، وكيف يكونوا مواطنين صالحين، وأسماء الله الحسنى، واللغة العربية، وتلاوة القرآن، وحفظ القرآن، والتجويد الصحيح والنحو العربي. تقوم المدرسة بإشراك الطلاب في مجتمعاتهم من خلال مفهوم يسمى انجمون.
أنجمون هو عندما يتم تكليف الطلاب بتقديم تلاوات القرآن والخطب وأداء الأناشيد أمام المدرسة بأكملها، غالبًا مع ميكروفون. وهذا يعزز ثقتهم ويمنح مدرسة مارية الإسلامية تجربة ممتعة وفريدة من نوعها. كما أن الطلاب متواضعون من خلال أداء الخادمات وأعمال التنظيف مثل التنظيف بالمكنسة الكهربائية، وما إلى ذلك.
يتم تشجيع الآباء على التحلي بالصبر عند الحصول على الدرجات، وبطاقات التقارير، وشهادات أطفالهم. تقع المدرسة حاليًا في المسجد المركزي سكاربورو، في سكاربورو، أونتاريو، كندا.